# Sevanje
Sévanje (s tujko radiácija) označuje razširjanje valovanja skozi bolj ali manj neomejeno sredstvo, navadno prazen prostor ali plin. Praviloma ne govorimo o sevanju, kadar opisujemo razširjanje valovanja v omejenem sredstvu, kot je valovod ali optično vlakno.
Glede na valovno dolžino valovanja in z njo povezano energijo delcev razlikujemo:
- ionizirajoče sevanje ima dovolj energije, da lahko povzroči ionizacijo atomov in molekul v snovi
- neionizirajoče sevanje, ki nima dovolj energije za ionizacijo atomov in molekul

Izraz sevanje se pogosto in nepravilno uporablja tudi za radioaktivno onesnaženje, izpust radioaktivnih izotopov v okolje. Ti izotopi sevajo ionizirajoče sevanje, ki je lahko nevarno, če jih vnesemo v organizem.